# Страдечь
Стра́дечь (также Страдечи, Страдичи; бел. Страдзеч) — агрогородок, ранее деревня в Брестском районе Брестской области Беларуси. Входит в состав Знаменского сельсовета, в 1940—54 и 2007—2013 годах была центром Страдечского сельсовета. Население — 1829 человек (2019).

## География
Агрогородок расположен в 18 км к югу от центра города Брест, на правом берегу реки Западный Буг, по которому здесь проходит граница с Польшей. К западу от села протекает Западный Буг, к востоку — река Спановка, впадающая в Буг севернее села. Через Страдечь проходит автодорога Р94 (Брест — Томашовка) и железнодорожная линия Брест — Томашовка. Имеются две железнодорожные платформы на этой линии — Страдечь и Кодень.

### Климат
Климат местности — переходный от морского к континентальному, характеризуется достаточно мягкими зимами с продолжительными оттепелями. Воздушные массы переносятся в основном в направлении с запада на восток.
| Показатель                                                                            | Янв. | Фев. | Март | Апр. | Май  | Июнь | Июль | Авг. | Сен. | Окт. | Нояб. | Дек. |
| ------------------------------------------------------------------------------------- | ---- | ---- | ---- | ---- | ---- | ---- | ---- | ---- | ---- | ---- | ----- | ---- |
| Средний суточный максимум, °C                                                         | −0,8 | 0,9  | 6,3  | 13,7 | 19   | 22,3 | 24,5 | 23,8 | 18,4 | 12,1 | 6,4   | 1,5  |
| Средняя температура, °C                                                               | −3   | −1,9 | 2,4  | 9    | 14,5 | 18   | 20,2 | 19,3 | 14,3 | 8,7  | 4,1   | −0,5 |
| Средний суточный минимум, °C                                                          | −5,4 | −4,7 | −1,6 | 3,8  | 9,1  | 12,8 | 15,3 | 14,6 | 10,2 | 5,5  | 1,9   | 2,6  |
| Норма осадков, мм                                                                     | 43   | 41   | 48   | 53   | 76   | 72   | 90   | 70   | 65   | 49   | 46    | 48   |
| Источник: Климатические данные городов по всему миру. Дата обращения: 9 августа 2024. |      |      |      |      |      |      |      |      |      |      |       |      |

## Этимология
Название терминологического происхождения, происходит от слова «страда», обозначающего сезонную работу на полях.

## История
Деревня известна с XVI века как шляхетское владение Страдча в Трокском воеводстве Великого княжества Литовского, а после административно-территориальной реформы середины XVI века в Берестейском воеводстве.
После третьего раздела Речи Посполитой (1795) в составе Российской империи, с 1801 года — в Гродненской губернии. В 1866 году в составе поместья Колпин. В 1884 году на средства правительства и местных жителей построена православная деревянная церковь св. Софии с колокольней. В 1886 году здесь было 69 дворов, церковно-приходская школа и трактир. В 1889 году в народном училище обучалось 68 мальчиков и 6 девочек.
Согласно переписи 1897 года в селе Меднянской волости Брестского уезда Гродненской губернии насчитывалось уже 142 двора и 996 жителей (491 мужчина, 505 женщин), из них 977 православных. В 1905 году — село (1090 жителей), фольварк, принадлежавший И. Ходоровскому (17 жителей), и посёлок при железнодорожной станции с 20 жителями. В селе размещался сельский врач и полицейские урядники.
В Первую мировую войну с 1915 года оккупировано германскими войсками. Согласно Рижскому мирному договору (1921) деревня вошла в состав межвоенной Польши, где принадлежала гмине Медно Брестского повета Полесского воеводства. По переписи 1921 года село насчитывало 119 жилых зданий и 807 жителей (375 мужчин, 432 женщины), из них 791 белорус, 7 поляков, 4 еврея, 3 русских и 2 немца (по вероисповеданию — 799 православных, 4 иудея, по 2 римских католика и лютеранина). Рядом находился одноимённый фольварк с 3 жилыми зданиями и 23 жителями (11 мужчин, 12 женщин), из них 22 поляка и 1 еврей (по вероисповеданию — 21 римский католик, 1 православных и 1 иудей).
С 1939 года в составе БССР, с 1940 года — центр Страдечского сельсовета Брестского района, 280 дворов, семилетняя школа и ветряная мельница. В Великую Отечественную войну гитлеровцы осенью 1943 года сожгли 212 дворов, убили 92 жителя. 22 сельчанина погибли на фронте, 1 — в партизанах. В войну также была разрушена церковь св. Софии. В 1944 году возобновила работу семилетняя школа. В 1949 году был создан колхоз «За мир», ныне преобразованный в ОАО.
В 1954 году деревня была отнесена к Дуричскому сельсовету Домачевского района, включённого в 1956 году в состав Брестского района. С 1959 года — в Гершонском сельсовете.
С 1962 года школа стала восьмилетней. В 1965 году было построено новое здание школы, которая с 1966 года стала средней.
В 1991 году было построено новое здание храма св. Софии.
В 2004—2005 годах школа была капитально отремонтирована, а в декабре 2005 года получила имя экономиста Николая Емельяновича Зайца.
С 2007 года деревня вновь стала центром Страдечского сельсовета. В конце 2010 года деревня преобразована в агрогородок. С упразднением в 2013 году Страдечского сельсовета он вошёл в состав Знаменского сельсовета.

## Население
По состоянию на 9 февраля 2023 года в агрогородке проживало 1835 человек в 517 хозяйствах, в том числе 643 моложе трудоспособного возраста, 925 в трудоспособном возрасте и 267 — старше трудоспособного возраста.
| Численность населения (по годам) | Численность населения (по годам) | Численность населения (по годам) | Численность населения (по годам) | Численность населения (по годам) | Численность населения (по годам) | Численность населения (по годам) | Численность населения (по годам) | Численность населения (по годам) | Численность населения (по годам) |
| 1886                             | 1897                             | 1905                             | 1921                             | 1940                             | 1959                             | 1970                             | 1999                             | 2009                             | 2019                             |
| -------------------------------- | -------------------------------- | -------------------------------- | -------------------------------- | -------------------------------- | -------------------------------- | -------------------------------- | -------------------------------- | -------------------------------- | -------------------------------- |
| 619                              | ↗996                             | ↗1127                            | ↘830                             | ↗1500                            | ↘1375                            | ↗1547                            | ↘1446                            | ↗1579                            | ↗1829                            |

## Инфраструктура[13]
- Сельхозпредприятие ОАО «За мир» (96 работников)
- Средняя школа им. Н. Е. Зайца (477 учеников, 60 работников)
- Ясли-сад (основан в 1975 году, ныне 82 воспитанника и 24 работника)
- Страдечская врачебная амбулатория (6 работников)
- 3 магазина
- Сельский дом культуры с библиотекой
- Церковь Св. Софии (освящена в 1991 году)[10]
- Молитвенный дом баптистов

## Достопримечательности
- Стоянка периода неолита, бронзового века (5-2 тыс. до н. э.), урочище Суботин —  Историко-культурная ценность Республики Беларусь, шифр 113В000114
- Братская могила советских воинов (1944) —  Историко-культурная ценность Республики Беларусь, шифр 113Д000113. В центре деревни похоронены 73 солдата, погибших при освобождении деревни в 1944 году. В 1959 году на братской могиле установлен обелиск[14].
- В рыбхозе «Страдечь» наблюдаются поселения редкого, занесённого в Красную книгу Беларуси вида — Поганки серощёкой[15].
- В окрестностях села находится одно из крупнейших (из 25 открытых) в Брестском районе месторождений торфа.
- Памятный знак жертвам геноцида белорусского народа в годы Великой Отечественной войны (25.07.2025).

На территории Брестского района за годы немецко-фашистской оккупации сожжено 3010 домовладений, погибло свыше 7700 мирных граждан, свыше тысячи мирных жителей вывезено в Германию. В братских могилах на территории Прибужья покоится прах около десяти тысяч мирных граждан и военнослужащих, погибших от рук гитлеровцев. Деревня Страдечь до войны насчитывала 280 дворов и 1500 жителей. За годы фашистской оккупации в деревне было уничтожено 212 дворов, убито 92 мирных жителя, на фронте погибло 22 человека, один погиб в партизанах.

## Галерея

Церковь в честь мучениц Веры, Надежды, Любови и Софии (1994)
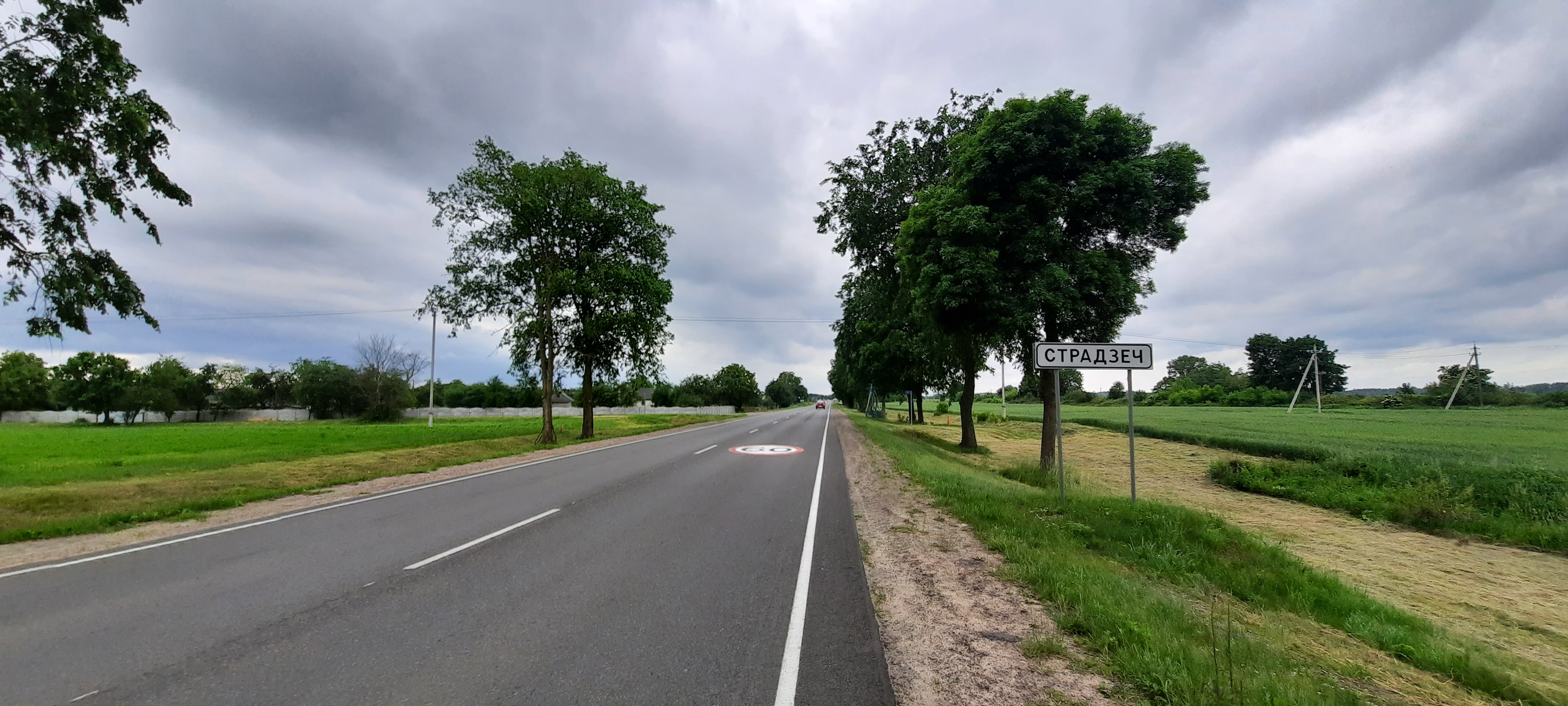
Панорама
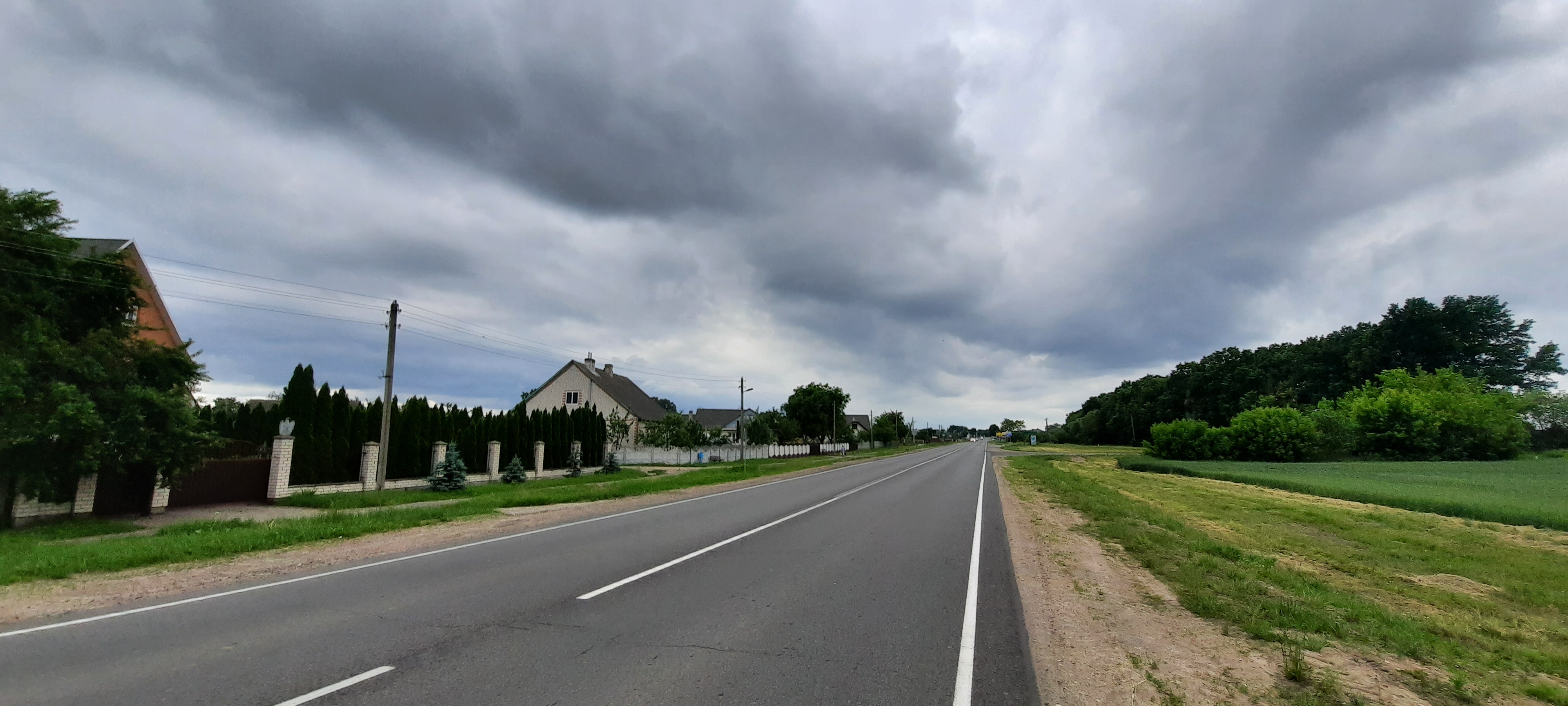
Панорама
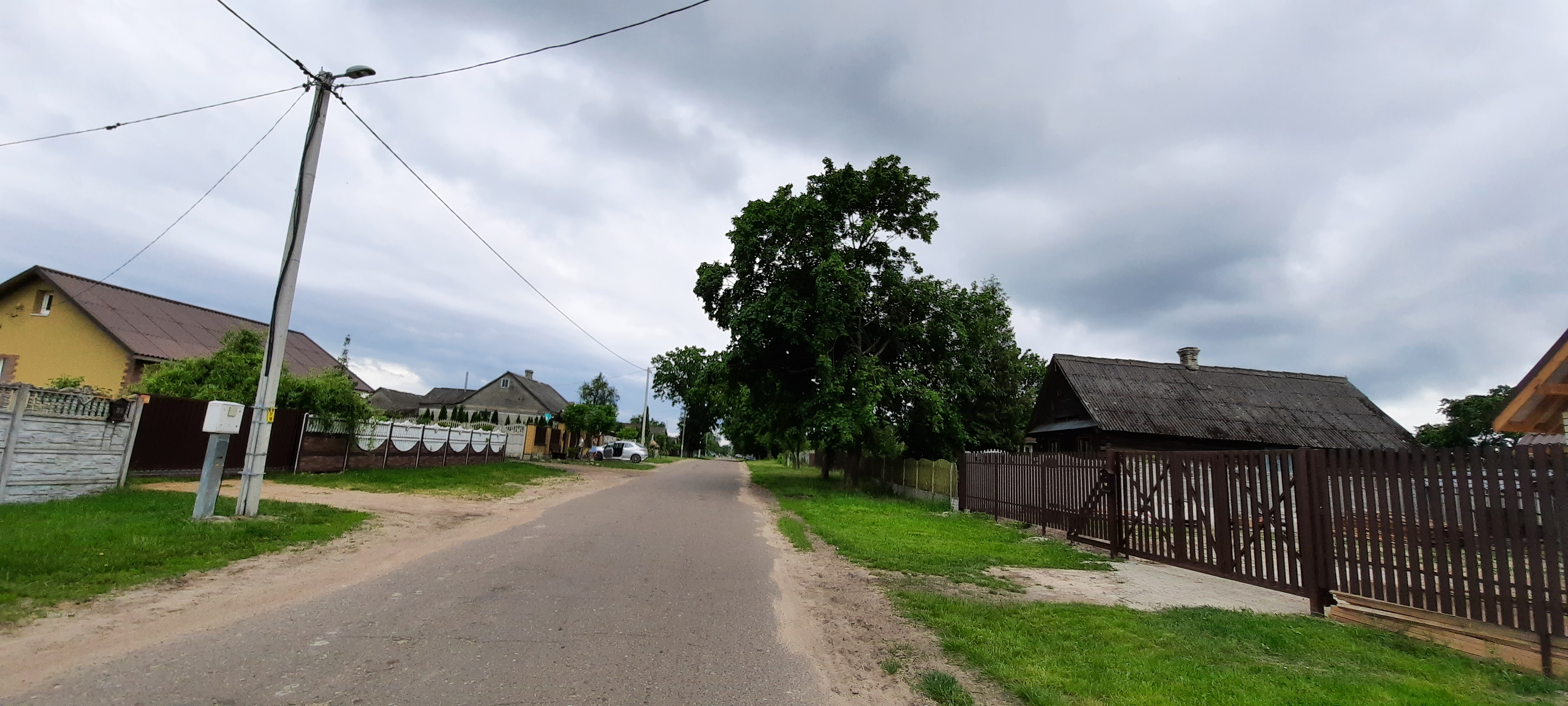
Панорама